# سيان ويليامز
سيان ويليامز (بالإنجليزية: Sian Williams)‏ (وُلدت في 23 أكتوبر 1990) هي لاعبة اتحاد الرجبي الويلزي الذي يُلعب في الصف الخلفي لورسيستر / نيوبورت جوينت دراغونز وفريق اتحاد الرجبي الوطني للنساء في ويلز. فازت بأول بطولة دولية لها ضد اسكتلندا في بطولة الأمم المتحدة للسيدات لعام 2011. هي الشقيقة الصغرى للرابطة الدولية للريك للويلز في الريجبي ريس ويليامز  الذي يُعتبر أفضل هدّاف في ويلز في هذه اللعبة.

## الاحتراف في الرياضة
وُلدت سيان ويليامز في ريكسهام، كلويد في 4 أبريل 1990. وفي عام 2016، صرح اتحاد ويلز ريجبي السيرة الذاتية الرسمية لويليامز في ويلز بأنها تبلغ 1.62 مترًا (5.3 قدمًا) وتزن 74 كيلوغرامًا (11.7 عامًا). وقد لعبت ويليامز لعبة الركبي منذ أن كانت في الثامنة من عمرها، عندما لعبت مع أشقائها. تم استدعاؤها لفريق اتحاد الرجبي الوطني تحت 20 سنة في ويلز، وقادت الفريق في انتصار على إنجلترا في عام 2011. ظهرت لأول مرة لفريق اتحاد الرجبي الوطني النسائي في ويلز في نفس العام، حيث لعبت ضد اسكتلندا في بطولة الأمم المتحدة للسيدات لعام 2011. 
خارج الركبي، كانت محرّك لوجستيات برتبة كبير للطائرات في سلاح الجو الملكي. انضمت إلى سلاح الجو الملكي في عام 2008، ولعبت من أجل فريق راف باي اونيون النسائي في راف باي والفرق النسائية للخدمات المشتركة.  كان ذلك حتى 10 فبراير 2016،  عندما أُعلنت أن ويليامز قد وقعت عقدًا احترافيًا للرجبي، بعد أن مُنحت سلاح الجو الملكي وضع النخبة بمعنى أنها ستستمر في وظيفتها من قبل القوات في حين أنها قادرة على تدريب كامل الوقت. 
كانت هذه هي المرة الأولى التي توقع فيها أي امرأة من ويلز على عقد رجبي محترف.  عاشت سابقًا في أكسفورد وتقلّلت ثلاث مرات في الأسبوع لتدريب الفريق الوطني، ومرتين في الأسبوع إلى ورسيستر لتدريبها مع ناديها. بعد توقيع العقد المهني، تمت إعادة وليامز إلى «راف ست أثان» حيث تمكنت من التدريب مع مدرب ويلز ريس إدواردز على أساس التفرغ للسنتين التاليتين.  